# Monika Štube
Monika Estere Štube (* 15. September 1999) ist eine lettische Fußballspielerin. Seit 2017 ist die Mittelfeldspielerin auch A-Nationalspielerin.

## Karriere

### Vereine
Štube begann bei Talsu NSS, der Fußballakademie in der Bezirksgemeinde Talsi, mit dem Fußballspielen. Als 17-Jährige siedelte sie nach England über und schloss sich dort Leeds United an. Nach einer Saison wechselte sie zu den Guiseley Vixens. Dieser Verein wurde mit Ablauf der Saison 2018/19 aber aufgelöst, sodass Štube im Sommer 2019 zu Bradford City weiterzog. Dort kam sie über den Status einer Ergänzungsspielerin nicht hinaus, engagierte sich aber in der Ausbildung der Jugendspielerinnen und unterstützte ab 2021 das Trainerteam der U-14-Mannschaft. Dort wurde sie als PFA Community Champion 2021/2022 ausgezeichnet.

### Nationalmannschaft
Štube absolvierte ab 2014 diverse Spiele für die lettische U17- und die U19-Nationalmannschaft. Am 11. März 2017 debütierte sie beim 1:0-Sieg gegen Malta beim Aphrodite Cup für die lettische A-Nationalmannschaft, als sie in der Nachspielzeit für Olga Ševcova eingewechselt wurde. Seitdem absolvierte sie zwei weitere Länderspiele. Für ein größeres Turnier konnte sie sich mit Lettland bislang nicht qualifizieren.